# Розлин-Гайтс (Нью-Йорк)
Розлин-Гайтс (англ. Roslyn Heights) — переписна місцевість (CDP) в США, в окрузі Нассау штату Нью-Йорк. Населення — 6747 осіб (2020).

## Географія
Розлин-Гайтс розташований за координатами 40°46′44″ пн. ш. 73°38′23″ зх. д. / 40.77889° пн. ш. 73.63972° зх. д. (40.778751, -73.639597).  За даними Бюро перепису населення США в 2010 році переписна місцевість мала площу 3,82 км², уся площа — суходіл.

## Демографія
Згідно з переписом 2010 року, у переписній місцевості мешкало 6577 осіб у 2157 домогосподарствах у складі 1782 родин. Густота населення становила 1721 особа/км².  Було 2263 помешкання (592/км²).
Расовий склад населення:
| - 66,0 % — білих - 20,7 % — азіатів - 6,4 % — чорних або афроамериканців - 0,2 % — корінних американців - 3,1 % — осіб інших рас |

До двох чи більше рас належало 3,5 %. Частка іспаномовних становила 8,5 % від усіх жителів.
За віковим діапазоном населення розподілялося таким чином: 27,4 % — особи молодші 18 років, 59,2 % — особи у віці 18—64 років, 13,4 % — особи у віці 65 років та старші. Медіана віку мешканця становила 40,6 року. На 100 осіб жіночої статі у переписній місцевості припадало 94,4 чоловіків;  на 100 жінок у віці від 18 років та старших — 89,4 чоловіків також старших 18 років.
Середній дохід на одне домашнє господарство  становив 160 551 долар США (медіана — 103 105), а середній дохід на одну сім'ю — 175 424 долари (медіана — 107 500). Медіана доходів становила 78 750 доларів для чоловіків та 69 226 доларів для жінок. За межею бідності перебувало 5,8 % осіб, у тому числі 7,2 % дітей у віці до 18 років та 1,0 % осіб у віці 65 років та старших.
Цивільне працевлаштоване населення становило 3301 особа. Основні галузі зайнятості: освіта, охорона здоров'я та соціальна допомога — 30,8 %, науковці, спеціалісти, менеджери — 13,8 %, роздрібна торгівля — 11,1 %, фінанси, страхування та нерухомість — 10,0 %.